# Ballets russes
Pour l’article ayant un titre homophone, voir Ballet russe.
Les Ballets russes sont une célèbre compagnie d'opéra et de ballet créée en 1907 par Serge de Diaghilev, avec les meilleurs éléments du théâtre Mariinsky de Saint-Pétersbourg. Dès 1909, la compagnie entame une tournée internationale et, en 1911, Diaghilev coupe les ponts avec le Ballet impérial. La compagnie devient une troupe privée, indépendante, qui se fixe à Monte-Carlo, Paris et Londres, sans s'attacher à aucun théâtre en particulier.

## Tournées

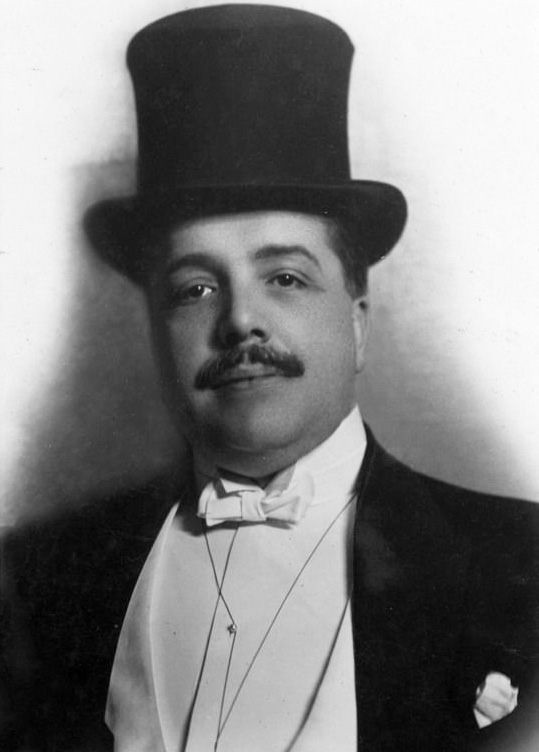
Serge de Diaghilev en 1910.

La première saison des Ballets russes a lieu au théâtre du Châtelet, du 18 mai au 18 juin 1909, sous le patronage de la Société des grandes auditions créée par la comtesse Greffulhe. Chaque année à cette période, la compagnie revient à Paris, d'abord au Châtelet, puis dans d'autres théâtres.
À partir de 1911, la troupe donne également des représentations à Rome, à Vienne, au Grand Théâtre de Genève, à Barcelone et à Madrid. Elle danse aussi en Amérique du Sud dès 1913, aux États-Unis dès 1915 ; après la Première Guerre mondiale, elle se produit en Belgique entre 1922 et 1928, à Lausanne et Berne en 1923, aux Pays-Bas en 1924.
La dernière représentation est donnée à Vichy le 4 août 1929. Malgré les tentatives de Serge Lifar et de Boris Kochno, la troupe ne survit pas à son fondateur, décédé à Venise le 19 août 1929, mais l'esprit en sera préservé jusqu'au Ballet du marquis de Cuevas.

### Villes des représentations de 1909 à 1929
- 1909 : Paris
- 1910 : Bruxelles - Paris

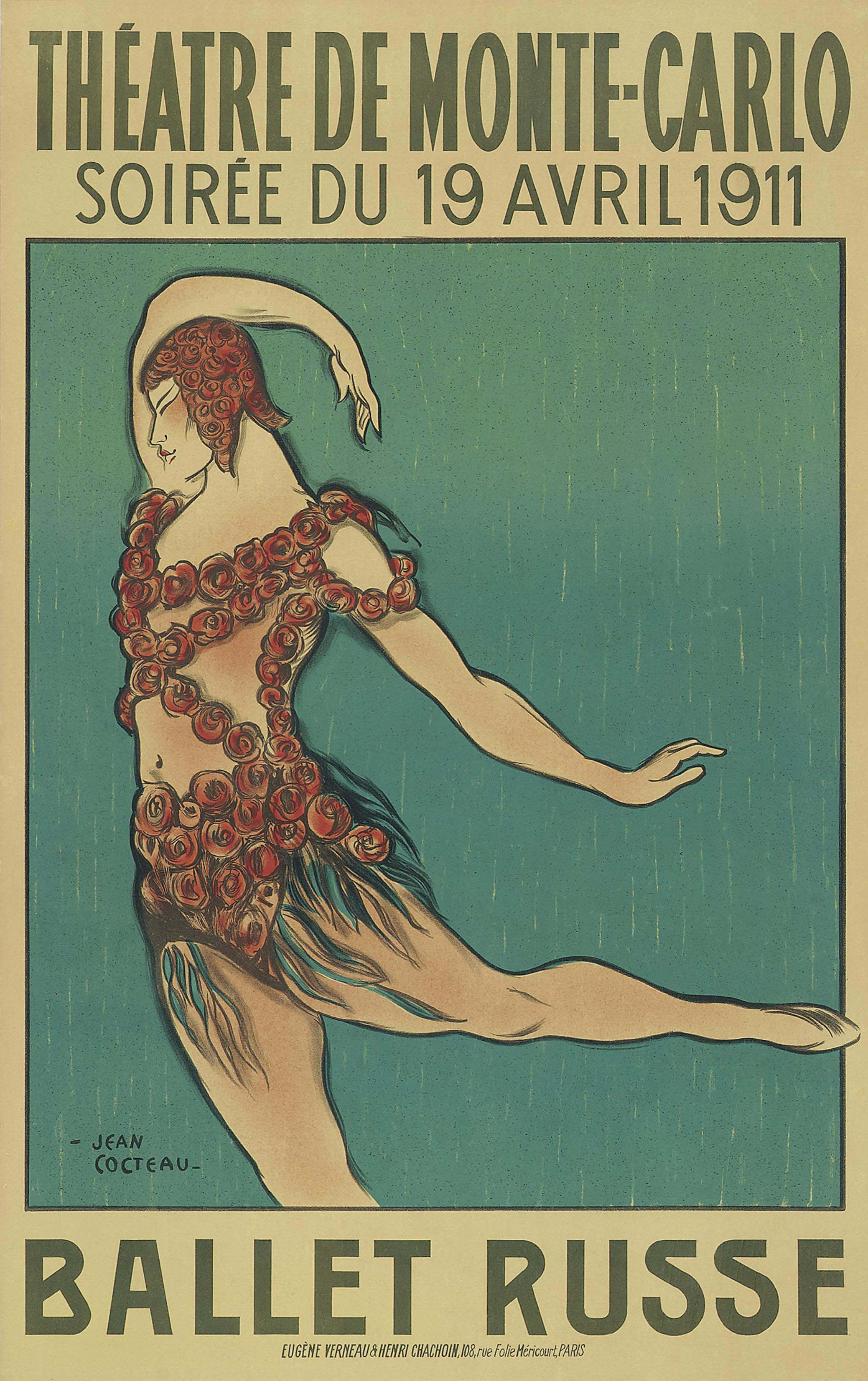
Affiche de Jean Cocteau pour la création du Spectre de la rose.

- 1911 : Paris- Londres - Monte-Carlo - Rome
- 1912 : Berlin - Budapest - Londres - Deauville - Paris - Vienne
- 1913 : Amérique du Sud - Londres - Lyon - Monte-Carlo - Paris - Vienne
- 1914 : Londres - Paris
- 1915 : États-Unis - Genève - Italie
- 1916 : États-Unis
- 1917 : Amérique du Sud - Barcelone - États-Unis - Paris - Rome
- 1918 : Barcelone - Madrid
- 1919 : Londres - Paris
- 1920 : Paris - Rome
- 1921 : Genève - Lyon - Paris - Rome
- 1922 : Anvers - Bruxelles - Genève - Ostende - Paris - Vienne
- 1923 : Anvers - Berne - Genève - Lausanne - Monte-Carlo - Paris
- 1924 : Amsterdam - La Haye - Monte-Carlo - Paris - Rotterdam
- 1925 : Barcelone - Paris
- 1926 : Londres - Monte-Carlo - Paris - Vienne
- 1927 : Londres - Monte-Carlo - Paris
- 1928 : Bruxelles - Paris
- 1929 : Londres - Paris - Vichy

## Principaux danseurs

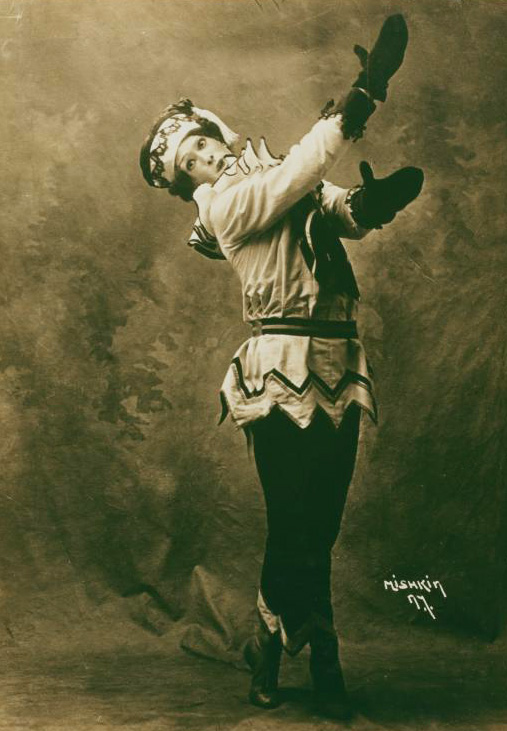
Nijinsky en Petrouchka.

- Michel Fokine (fl 1909-1912), aussi chorégraphe
- Ida Rubinstein (fl 1909-1911 et 1920)
- Vaslav Nijinsky (fl 1909-1919), aussi chorégraphe
- Tamara Karsavina  (fl 1909-1920)
- Bronislava Nijinska (fl 1909-1929), aussi chorégraphe
- Lydia Lopokova (fl 1910-1921)
- Léonide Massine (fl 1913-1928), aussi chorégraphe
- George Balanchine (fl 1924-1929), aussi chorégraphe
- Ruth Page (fl 1925)

## Chorégraphes

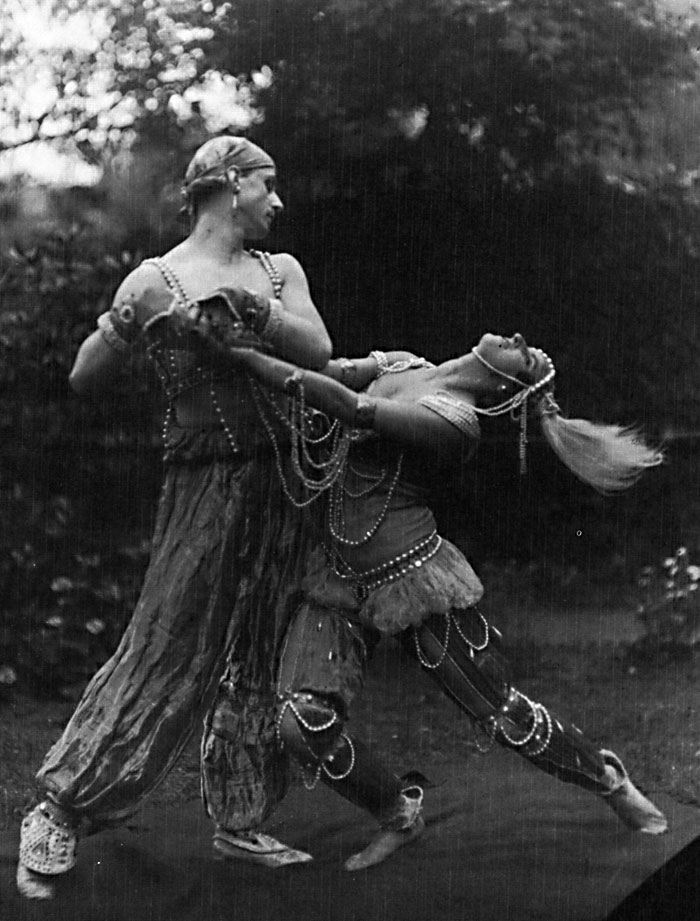
Michel Fokine et Vera Fokina dans Shéhérazade, 1914.

Diaghilev pour sa compagnie, va favoriser l'essor de talents originaux et la création de nouvelles chorégraphies dont plusieurs marquèrent l'histoire de la danse moderne.
Le premier chorégraphe des ballets russes fut Michel Fokine issu du théâtre Mariinsky qui régla les chorégraphies des premières saisons des ballets russes dont Le Pavillon d'Armide, Les Danses polovtsiennes, Le Prince Igor, L'Oiseau de feu, Petrouchka, Le Spectre de la rose, Le Dieu bleu, Daphnis et Chloé. Écarté au profit de Nijinski, il est rappelé en 1914 pour créer trois autres ballets La Légende de Joseph, Midas, Papillons, avant de quitter définitivement la compagnie.
Nijinsky fut à l'origine de deux des scandales les plus retentissants liés aux Ballets russes, avec ses chorégraphies de L'Après-midi d'un faune et Le Sacre du printemps. Il régla aussi la chorégraphie de Jeux. Ses chorégraphies novatrices ne furent pas comprises par le public, ni par des compositeurs ou des danseurs comme Igor Stravinsky et Ida Rubinstein, qui refusa de danser la grande nymphe de L'Après-midi d'un faune.
Après le renvoi de Nijinsky en 1914 et le départ définitif de Fokine, Leonide Massine devient de 1915 à 1921 le chorégraphe en chef des Ballets russes pour qui il crée les chorégraphies de Soleil de nuit, La Meninas, Les Contes russes, Parade qui fit scandale lors de sa création, une nouvelle chorégraphie du Sacre du printemps, La Boutique fantasque, Le Tricorne, Le Chant du rossignol, et Pulcinella. En 1921 il quitte les Ballets russes, mais continua à partir de 1925 à composer de nouvelles chorégraphies pour la compagnie en alternance avec Bronislava Nijinska et George Balanchine.
Assistante de son frère sur les chorégraphies du Faune et de Jeux, Bronislava Nijinska créa pour la compagnie de Diaghilev les chorégraphies de Noces et Renard de Stravinsky, Les Biches, Les Fâcheux, Le Train bleu et Une nuit sur le Mont Chauve.
Faisant partie de la dernière génération de danseurs ayant intégré la compagnie, George Balanchine fut, à partir de 1926, le principal chorégraphe des Ballets russes, quand il composa les chorégraphies de Jack in the Box, La Chatte et Apollon musagète, ballet qui marqua les débuts d'une collaboration de longue date avec Stravinsky.
Dernier danseur étoile des ballets russes, Serge Lifar fit aussi une nouvelle chorégraphie de Renard pour la toute dernière saison de la compagnie en 1929.

## Autres artistes et créateurs
Les spectacles révèlent aussi au public les talents d’artistes célèbres.
Compositeurs russes
- Modeste Moussorgski
- Sergueï Prokofiev
- Nikolaï Rimsky-Korsakoff
- Igor Stravinsky

Compositeurs français
- Claude Debussy
- Erik Satie
- Darius Milhaud
- Francis Poulenc
- Maurice Ravel
- Reynaldo Hahn

Photographes
- Arturo Bragaglia
- Man Ray

Écrivain
- Jean Cocteau

Décorateurs, peintres et costumiers
- Léon Bakst
- Alexandre Benois
- Georges Braque
- Giorgio de Chirico
- Sonia Delaunay (costumes)[3]
- Robert Delaunay (décors)[4]
- André Derain
- Nathalie Gontcharova
- Michel Larionov
- Marie Laurencin
- Henri Matisse
- Pablo Picasso
- Georges Rouault
- Maurice Utrillo

## Ballets et opéras produits de 1908 à 1929
1909

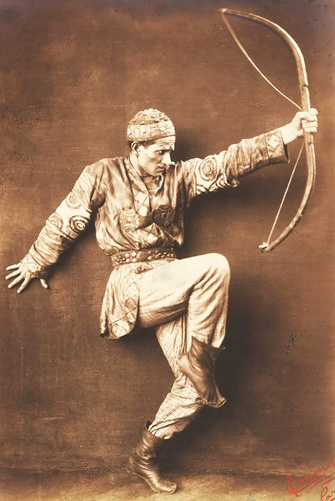
Adolph Bolm dans les Danses polovtsiennes.

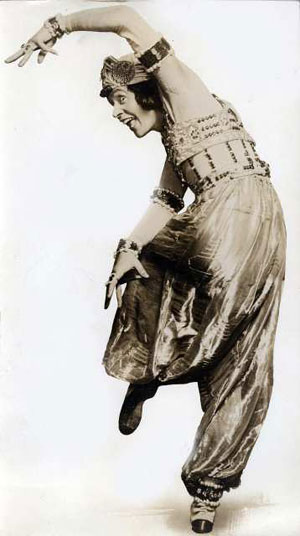
Theodore Kosloff dans Shéhérazade, 1913.

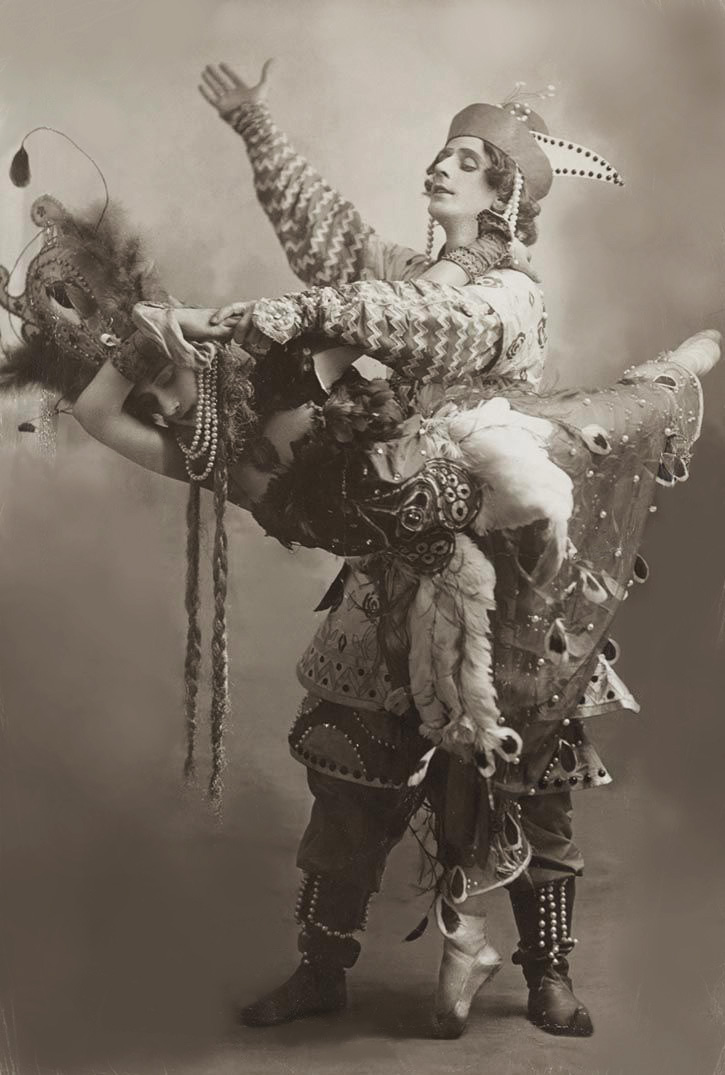
Tamara Karsavina et Michel Fokine dans L'Oiseau de feu (costume de Léon Bakst).

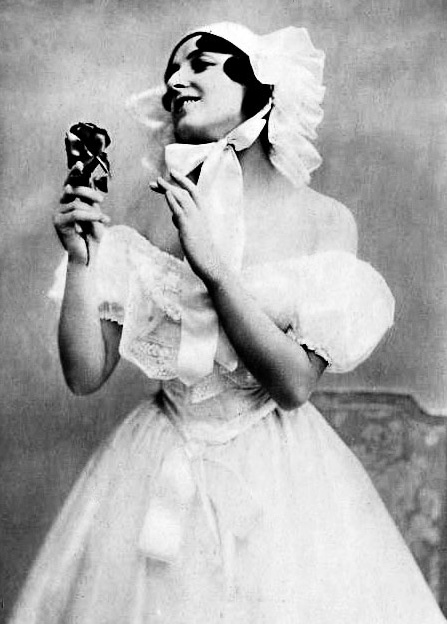
Vera Fokina dans Le Spectre de la rose.

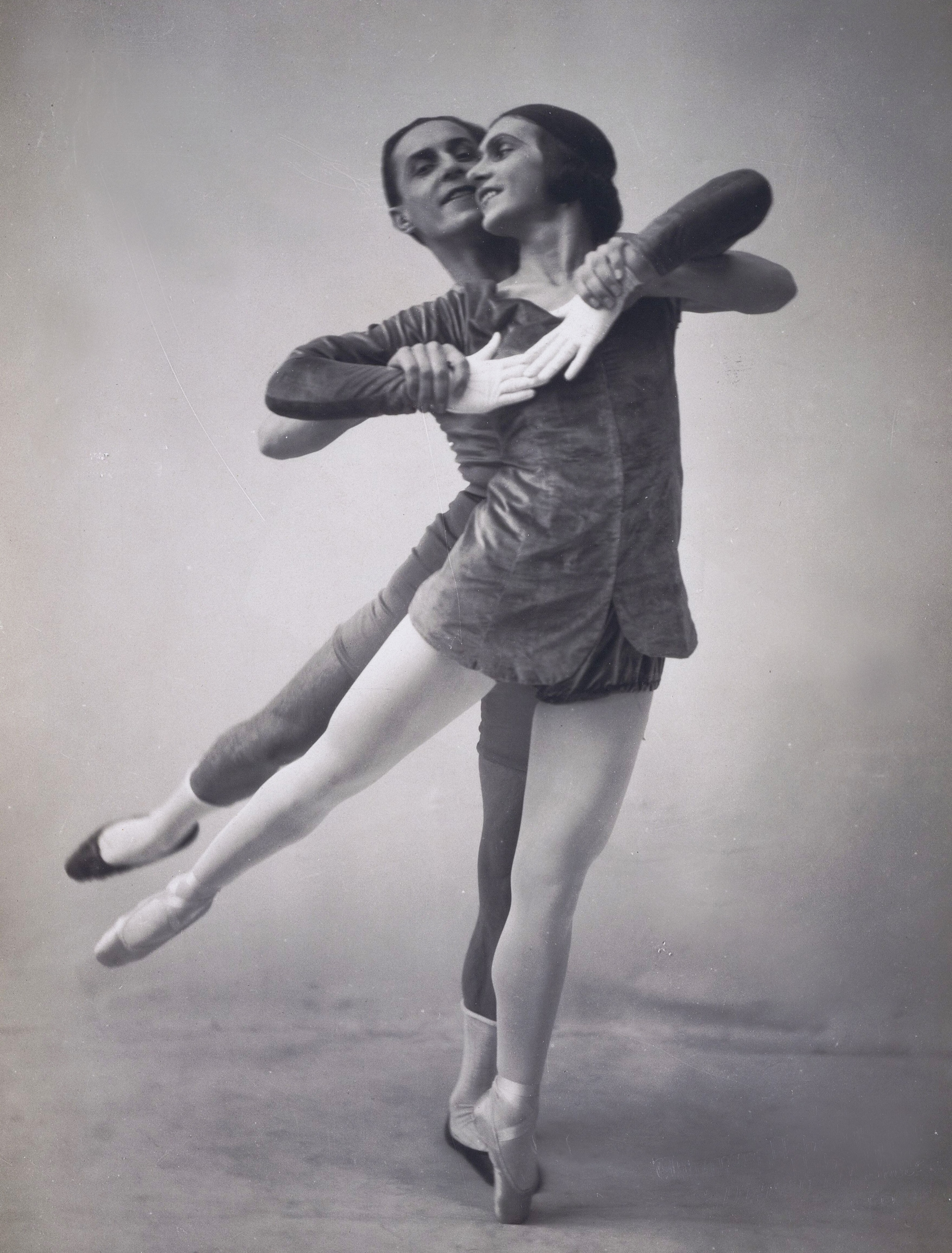
Vera Nemtchinova et Anatole Vilzak, dans Les Biches, Théâtre de Monte-Carlo, 1924.

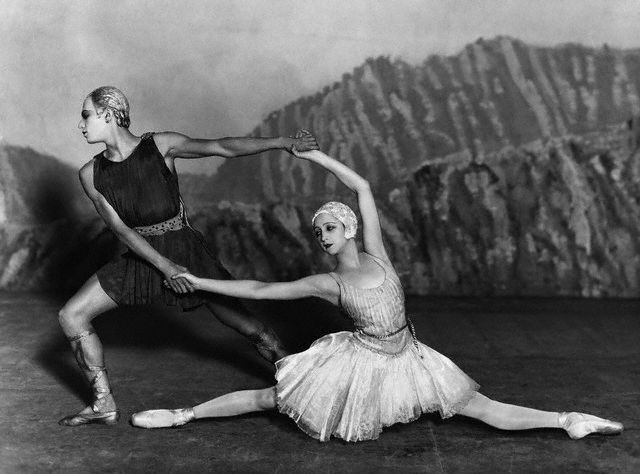
Serge Lifar et Alexandra Danilova dans Apollon Musagète, 1928.

- Le Pavillon d'Armide, de Michel Fokine, musique de Tcherepnine, décors et costumes d'Alexandre Benois
- Les Danses polovtsiennes du Prince Igor, de Michel Fokine, musique d'Alexandre Borodine, décors et costumes de Nicolas Roerich
- Le Festin, de Michel Fokine, musiques diverses, costumes de Léon Bakst et autres
- Les Sylphides, de Michel Fokine, musique de Frédéric Chopin, décors et costumes d'Alexandre Benois
- Cléopâtre (sous le titre Nuit d'Égypte), de Michel Fokine, musique de Anton Arenski, Alexandre Taneïev, Nikolaï Rimski-Korsakov, Mikhaïl Glinka, Alexandre Glazounov, Modeste Moussorgski, Nicolas Tcherepnine, décors et costumes de Léon Bakst[4]
- Schéhérazade, de Michel Fokine, musique de Nikolaï Rimsky-Korsakoff, décors et costumes de Léon Bakst

1910
- Carnaval, de Michel Fokine, musique de Robert Schumann, décors et costumes de Léon Bakst
- L'Oiseau de feu, de Michel Fokine, musique d'Igor Stravinsky, costumes de Léon Bakst

1911
- Narcisse, de Michel Fokine, musique de Nicolas Tcherepnine, décors et costumes de Léon Bakst
- Petrouchka, de Michel Fokine, musique d'Igor Stravinsky, décors et costumes d'Alexandre Benois
- Sadko, de Michel Fokine, musique de Nikolaï Rimsky-Korsakoff, décors et costumes de Boris Anisfeld.
- Le Spectre de la rose, de Michel Fokine, musique de Carl Maria von Weber, décors et costumes de Léon Bakst

1912
- L'Après-midi d'un faune, de Vaslav Nijinsky, musique de Claude Debussy, décors et costumes de Léon Bakst
- Daphnis et Chloé, de Michel Fokine, musique de Maurice Ravel, décors et costumes de Léon Bakst
- Le Dieu bleu, de Michel Fokine, musique de Reynaldo Hahn, décors et costumes de Léon Bakst
- Thamar, de Michel Fokine, musique de Mili Balakirev, décors et costumes de Léon Bakst

1913
- Jeux, de Vaslav Nijinsky, musique de Claude Debussy, décors et costumes de Léon Bakst
- La Khovanchtchina, d'Adolph Bolm, musique de Modeste Moussorgski, décors et costumes de Fedor Fedorovsky
- Le Sacre du printemps, de Vaslav Nijinsky, musique d'Igor Stravinsky, décors et costumes de Nicolas Roerich
- La Tragédie de Salomé, de Boris Romanow, musique de Florent Schmitt, décors et costumes de Serge Soudeïkine

1914
- Le Coq d'or, de Michel Fokine, musique de Nikolaï Rimsky-Korsakoff, décors et costumes de Nathalie Gontcharova
- La Légende de Joseph, de Michel Fokine, musique de Richard Strauss, costumes de Léon Bakst
- Midas, de Michel Fokine, musique de Maximilien Steinberg, décors et costumes de Mstislav Doboujinsky
- Papillons, de Michel Fokine, musique de Robert Schumann, décors de Mstislav Doboujinsky, costumes de Léon Bakst

1915
- Soleil de nuit, de Léonide Massine, musique de Nikolaï Rimsky-Korsakoff, décors et costumes de Michel Larionov

1916
- Las Meninas, de Léonide Massine, musique de Gabriel Fauré, costumes de José Maria Sert

1917
- Les Contes russes, de Léonide Massine, musique d'Anatoli Liadov, décors et costumes de Michel Larionov
- Parade, de Léonide Massine, musique d'Erik Satie, poème de Jean Cocteau, décors et costumes de Pablo Picasso
- Le donne de buon umore, de Léonide Massine, musique de Vincenzo Tommasini d'après des sonates de Domenico Scarlatti, décors et costumes de Léon Bakst

1918
- Cléopâtre, de Léonide Massine, reprise de Nuit d'Égypte, avec les musiques d'origine, costumes de Sonia Delaunay, décors de Robert Delaunay[5]

1919
- La Boutique fantasque, de Léonide Massine, musique de Gioachino Rossini, décors et costumes d'André Derain
- Le Tricorne, de Léonide Massine, musique de Manuel de Falla, décors et costumes de Pablo Picasso

1920
- Le Chant du rossignol, de Léonide Massine, musique d'Igor Stravinsky, décors et costumes d'Henri Matisse
- Pulcinella, de Léonide Massine, musique d'Igor Stravinsky, décors et costumes de Pablo Picasso

1922
- Renard, de Bronislava Nijinska, musique d'Igor Stravinsky, décors et costumes de Michel Larionov
- Mavra, de Bronislava Nijinska, musique d'Igor Stravinsky, décors et costumes de Léopold Survage

1923
- Les Noces, de Bronislava Nijinska, musique d'Igor Stravinsky, décors et costumes de Nathalie Gontcharova

1924
- Les Biches, de Bronislava Nijinska, musique de Francis Poulenc, décors et costumes de Marie Laurencin
- Les Fâcheux, de Bronislava Nijinska, musique de Georges Auric, décors et costumes de Georges Braque
- Le Train bleu, de Bronislava Nijinska, musique de Darius Milhaud, décors d'Henri Laurens, costumes de Gabrielle Chanel

1925
- Barabau, de George Balanchine, musique de Vittorio Rieti, décors et costumes de Maurice Utrillo
- Les Matelots, de Léonide Massine, musique de Georges Auric, décors et costumes de Pedro Pruna
- Zéphyr et Flore, de Léonide Massine, musique de Vladimir Dukelsky, décors et costumes de Georges Braque

1926
- Jack in the Box, de George Balanchine, musique d'Erik Satie (orchestration de Darius Milhaud), décors et costumes d'André Derain
- Pastorale, de George Balanchine, musique de Georges Auric, décors et costumes de Pedro Pruna
- Une nuit sur le mont Chauve, de Bronislava Nijinska, musique de Modeste Moussorgski, décors et costumes de Nathalie Gontcharova

1927
- La Chatte, de George Balanchine, musique d'Henri Sauguet
- Le Pas d'acier, de Léonide Massine, musique de Sergueï Prokofiev, costumes de Gueorgui Iakoulov

1928
- Apollon musagète, de George Balanchine, musique d'Igor Stravinsky, décors et costumes d'André Bauchant
- Les Dieux Mendiants, de George Balanchine, musique de Georg Friedrich Haendel, décors de Léon Bakst
- Ode, de Léonide Massine, musique de Nicolas Nabokov

1929
- Le Bal, de George Balanchine, musique de Vittorio Rieti, décors et costumes de Giorgio de Chirico
- Le Fils prodigue, de George Balanchine, musique de Sergueï Prokofiev, décors et costumes de Georges Rouault.

## Les héritiers
Les Ballets russes de Monte-Carlo (1932-1935) sont fondés par le colonel de Basil et René Blum. À la suite de la brouille de ses créateurs, la troupe est divisée en 1935 en :
- Ballets russes du colonel W. Basil (1935-1938), dirigés par le colonel de Basil et rebaptisés Covent Garden Russian Ballet (1938-1939) puis Original Ballet Russe (1939-1948) ;
- Ballets de Monte-Carlo (1936-1938), dirigés par René Blum et rebaptisés Ballet russe de Monte-Carlo (1938-1963) sous la direction de Serge Denham. La troupe est recréée en 1985 à la demande de Grace de Monaco sous le nom de Ballets de Monte-Carlo.

Les Ballets suédois, de 1920 à 1925, sous la direction de Rolf de Maré créés après la séparation de Michel Fokine d'avec les Ballets russes de Serge de Diaghilev

## Les Saisons Russes du XXI Siècle
Dès les années 1960, le danseur et chorégraphe Maris Liepa s’est passionné pour cette troupe et a cherché à recréer de tels ballets. Depuis 2009, ses enfants Ilze et Andris Liepa poursuivent le projet,,,. Ainsi, en 2010, ils présentent notamment Le Pavillon d'Armide, le Prélude à l'Après-midi d'un faune et L'Oiseau de feu. En 2011, on trouve au programme Les Sylphides, Petrouchka les Danses polovtsiennes,. En 2012, le public redécouvre Cléopâtre, Le Spectre de la rose et L'Oiseau de feu.

## Les ballets dans la haute couture
L’atmosphère des ballets russes à travers les costumes de Léon Bakst se retrouve dans le domaine de la haute couture. Ses œuvres, ses dessins, ses costumes continuent aujourd’hui encore à inspirer les couturiers les plus divers. Parmi eux, Christian Lacroix, John Galliano pour Dior ou Karl Lagerfeld pour Chloé ont ravivé la mémoire de Bakst. En 1976, Yves Saint Laurent présente sa collection Opéra – Ballets russes. Amateur des ballets, des costumes de Bakst, et de peintures orientalistes, Yves Saint Laurent réuni à la fois la Russie impériale, et son opéra. Fourrures, mousselines, soies, velours sont portés par les mannequins aux couleurs étincelantes.

### Costumes de Léon Bakst

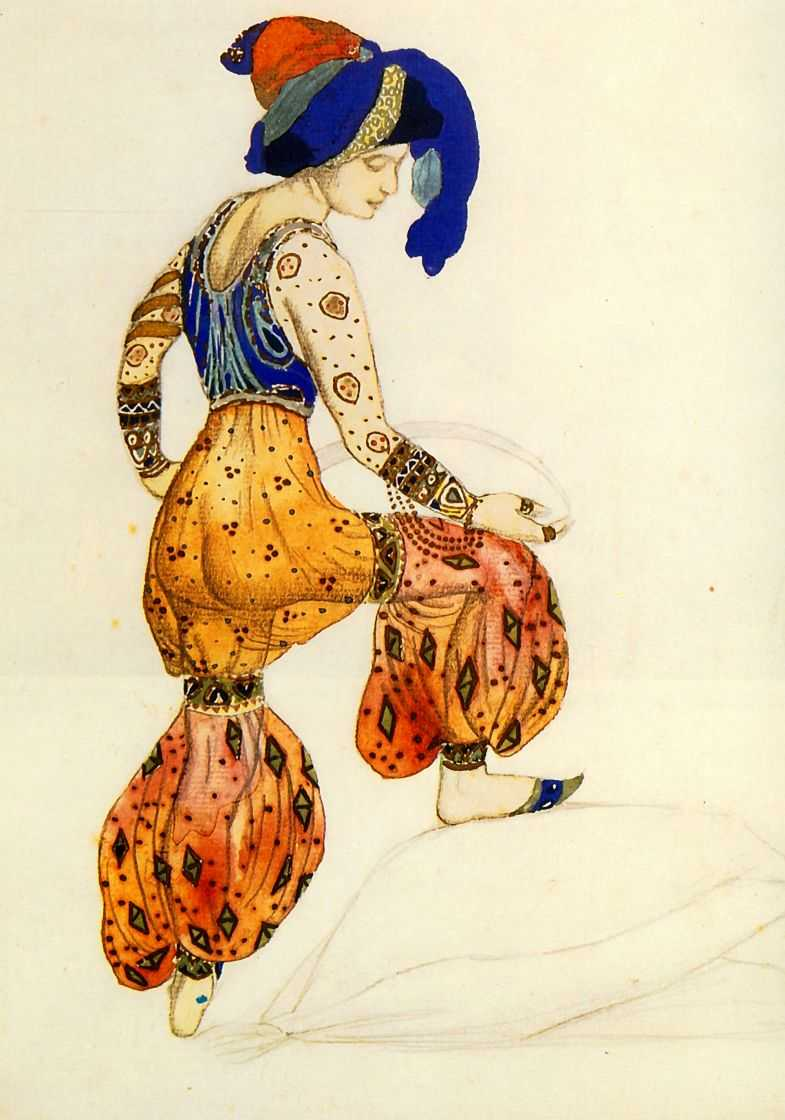
La Sultane dans Schéhérazade.
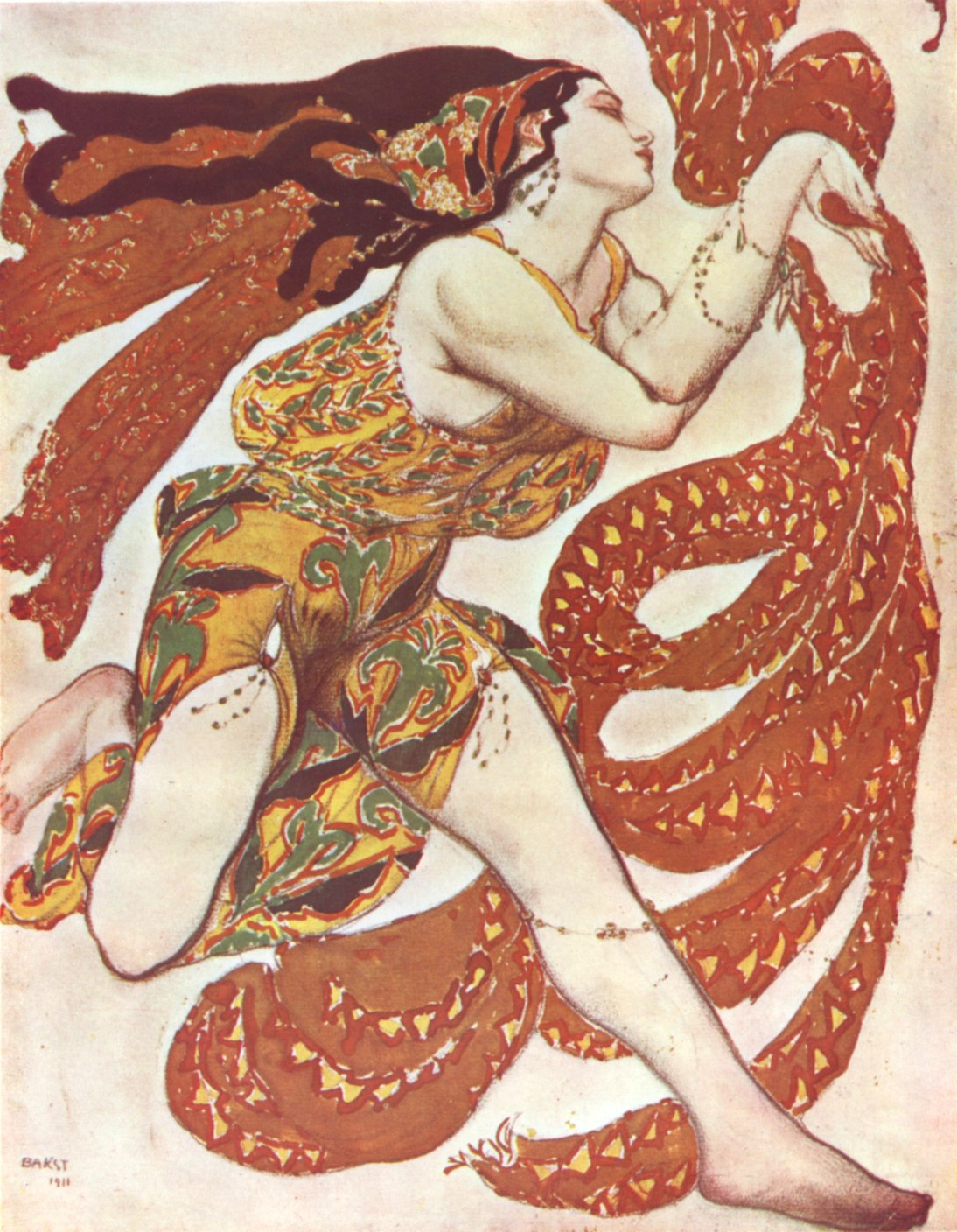
Narcisse, (1911).
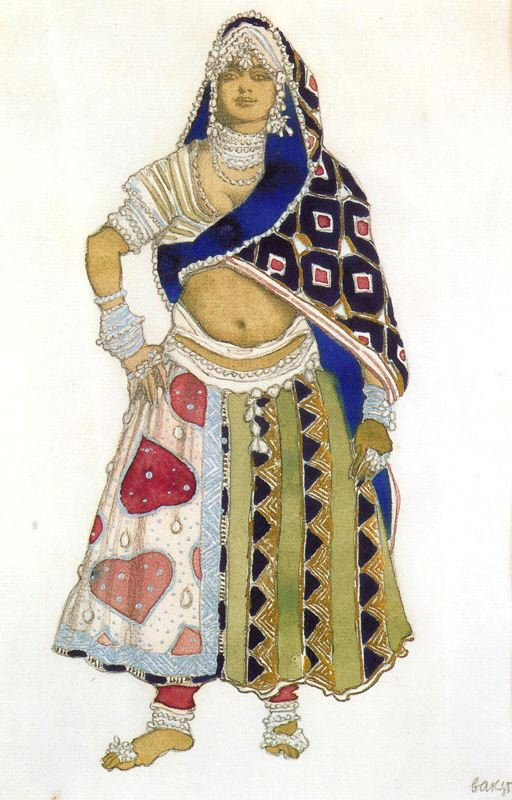
Bayadère dans Le Dieu bleu, (1912).
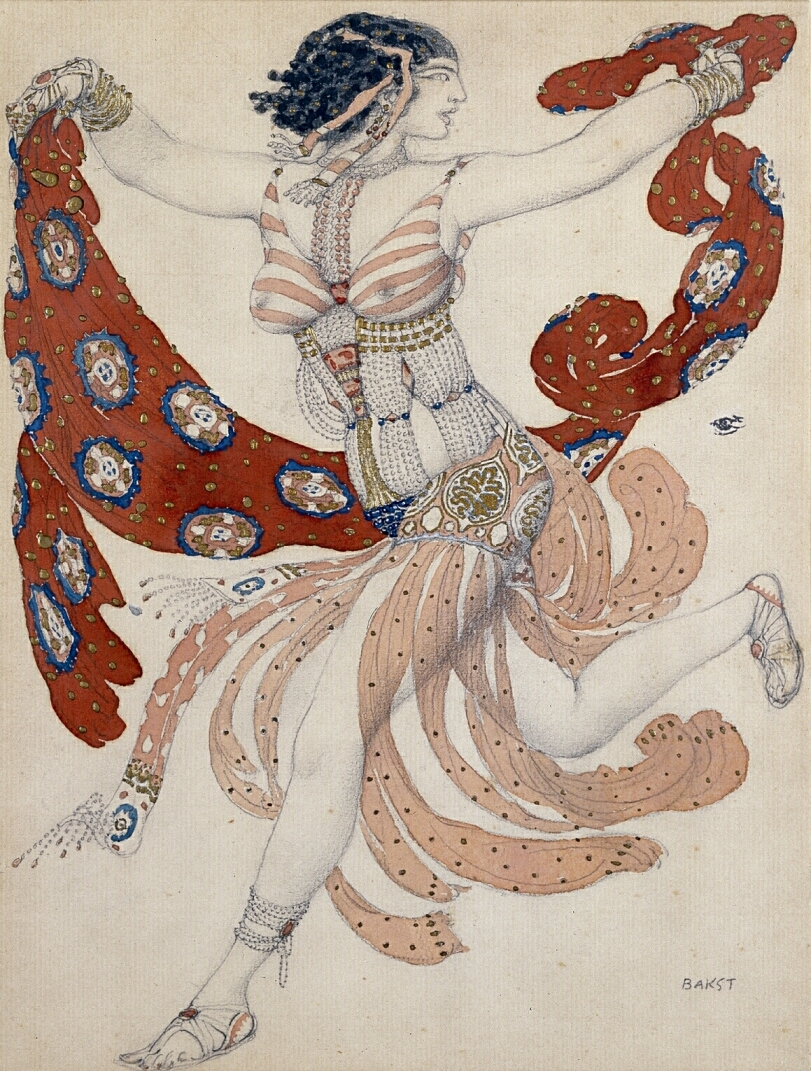
Costume pour Ida Rubinstein dans Cléopâtre (1909) de Michel Fokine.
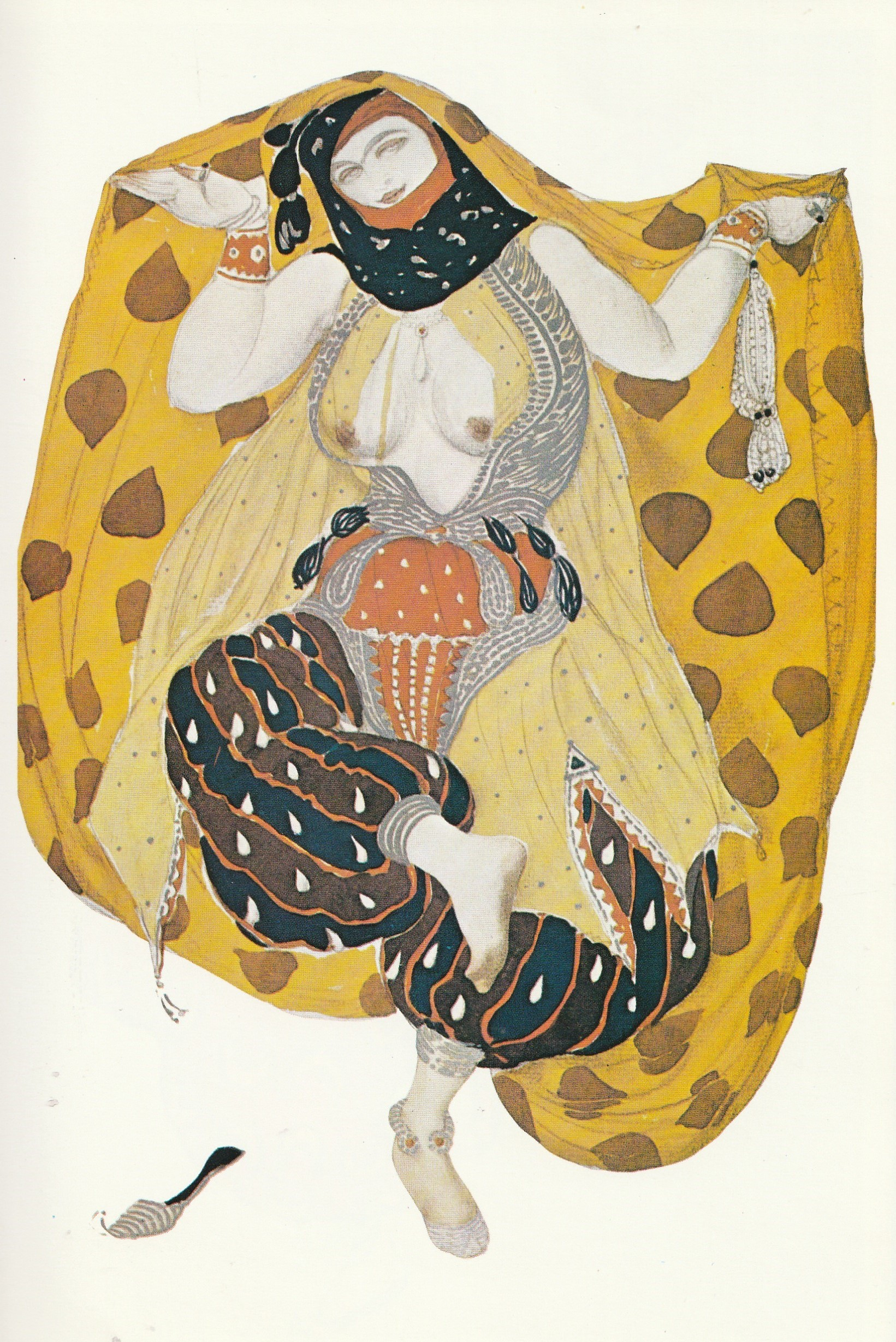
Odalisque dans Schéhérazade.

### Ouvrages sur les ballets russes
- Auclair Mathias, Les ballets russes, Gourcuff Gradenigo, France, Montreuil, 2009.
- Roland Huesca, Triomphes et scandales, la belle époque des Ballets russes, Paris, Hermann, Collection Savoir sur l'art, 2001.
- Michel Larionov, Diaghilev et les Ballets russes, La Bibliothèque des Arts, coll. Écoles et Mouvements, 15 octobre 1998, 106 pages  (ISBN 978-2850471155).
- Guillaume de Sardes, Nijinsky, sa vie, son geste, sa pensée, Paris, Hermann, 2006.
- Serge de Diaghilev, Mémoires, Paris, Hermann, 2009.

### Ouvrages complémentaires pour références
- Jacques Damase, Sonia Delaunay, Nous irons jusqu'au soleil, Paris, Robert Laffont, 1978, 226 p. (ISBN 2-221-00063-3).
- Georges Le Rider, Florence Callu, Jean Toulet, Sabine Coron, Sonia & Robert Delaunay : [exposition], Bibliothèque nationale, [Paris, 15 décembre 1977-29 janvier 1978], Paris, éditions de la Bibliothèque nationale de France, 1977, 177 p. (ISBN 2-7177-1388-3).
- Pierre Francastel, Du cubisme à l'art abstrait, cahiers inédits de Robert Delaunay, Paris, École pratique des hautes études, 1958, 408 p.
- Bengt Häger, Ballets suédois, Paris, Jacques Damase, Éditions Denoël, 1989 (ISBN 978-2-207-23627-7 et 2-207-23627-7).
- Laure Hillerin, La Comtesse Greffulhe. L'Ombre des Guermantes, Flammarion, 2014.
- Léon Bakst (trad. Olga Medvedkova, préf. Véronique Schiltz), Serov et moi en Grèce, Paris, Triartis, coll. « Histoire récit fiction », 2015, 124 p. (ISBN 978-2-916724-56-0, ISSN 2270-8677, OCLC 902790439, BNF 44267118, SUDOC 183534344, présentation en ligne).